# Economia da corrupção
A economia da corrupção trata do uso indevido do poder público para benefício privado e do seu impacto econômico na sociedade. As economias que são afetadas por um elevado nível de corrupção não são capazes de prosperar tão plenamente como aquelas com um baixo nível de corrupção. Além disso, as economias corrompidas não conseguem funcionar adequadamente, uma vez que as leis naturais da economia não podem funcionar livremente. Como consequência, a corrupção, por exemplo, leva a uma alocação ineficiente de recursos, a uma educação e a cuidados de saúde deficientes ou à presença de uma economia paralela, um tipo de economia que inclui atividades ilegais, bem como rendimentos não declarados provenientes da produção de bens legais e serviços pelos quais os impostos deveriam ser pagos, mas não são.
A corrupção pode ser medida objetivamente através da contagem do número de acusações criminais por corrupção; no entanto, isto pode ser ineficaz devido ao fato de a proporção entre acusações e corrupção real poder ser altamente variável. Muitas vezes a corrupção fica impune e, portanto, não é contabilizada nesta medida. As medidas subjetivas, normalmente selecionadas através de dados de pesquisas, podem ser uma ferramenta útil para medir a corrupção. As comparações entre países podem ser mais abrangentes e consistentes, embora também esteja presente nestes dados uma quantidade razoável de preconceitos devido à natureza do assunto que mede. O Guia Internacional de Risco País é um inquérito às empresas sobre a probabilidade de serem solicitadas a fazer pagamentos ilegais ou extralegais. O Índice de Percepção da Corrupção é um inquérito detalhado que incorpora dados de muitas nações e grupos. Finalmente, o Banco Mundial produz um índice anual de “controlo da corrupção” que utiliza fontes semelhantes ao Guia Internacional de Risco do País e ao Índice de Percepção da Corrupção.

## História da disciplina
Em 1968, o economista premiado com o Nobel, Gunnar Myrdal, considerou a corrupção “quase um tabu (entre os economistas) como tema de investigação”. Na verdade, tem sido principalmente uma questão de ciência política e sociologia. No entanto, o cenário mudou a partir da década de 1970. Desde o artigo de Rose-Ackerman "The Economics of Corruption", publicado no Journal of Public Economics em 1975, mais de 3.000 artigos foram escritos com 'corrupção' no título, pelo menos 500 dos quais focam diretamente em diferentes aspectos relacionadas com a corrupção utilizando um quadro econômico. Alguns livros também foram publicados sobre o assunto.

## Países mais corruptos
Está provado que países com níveis relativamente baixos de PIB per capita tendem a ter níveis de corrupção mais elevados. Além disso, os países que se desenvolveram precocemente tendem a ter um grau de corrupção mais baixo. Isto pode dever-se à forte relação entre as instituições políticas e a corrupção: aqueles com instituições mais democráticas e inclusivas tendem a ser menos corruptos. Por exemplo, os países que têm democracias parlamentares parecem ter níveis mais elevados de corrupção do que os presidentes eleitos democraticamente.
Os elevados níveis de formalismo e regulamentação jurídica, bem como as grandes dotações de recursos naturais, também estão correlacionados com níveis mais elevados de corrupção.

### Os 10 países mais corrompidos
| País            | Pontuação do Índice de Percepção de Corrupção |
| --------------- | --------------------------------------------- |
| Somália         | 9                                             |
| Sudão do Sul    | 12                                            |
| Síria           | 14                                            |
| Afeganistão     | 15                                            |
| Iémen           | 16                                            |
| Sudão           | 16                                            |
| Líbia           | 17                                            |
| Coréia do Norte | 17                                            |
| Venezuela       | 18                                            |
| Iraque          | 18                                            |

Nenhum país foi capaz de eliminar a corrupção, mas estudos mostram que o nível de corrupção em países com economias de mercado emergentes, o que significa que a economia do país está a progredir no sentido de se tornar mais avançada, geralmente através de um crescimento significativo do PIB e da industrialização, é muito mais elevado do que era. está nos países desenvolvidos.

## Corrupção e desigualdade de renda
O impacto da corrupção na desigualdade de rendimentos foi investigado por Gupta et al. (2002). Eles constatam um impacto positivo significativo da corrupção na desigualdade, tendo em conta variáveis exógenas. A corrupção também tem impacto na desigualdade de rendimentos através de vários canais, por exemplo, crescimento econômico, sistema fiscal tendencioso, propriedade de ativos, etc.
Em primeiro lugar, a corrupção pode afetar significativamente a abordagem dos problemas sociais. Quando a economia está corrompida, o impacto dos programas sociais na distribuição de renda pode diminuir significativamente. Além disso, quanto maior a corrupção, menores as receitas fiscais, o que resulta em menores recursos para financiar serviços como a educação, etc.
Em segundo lugar, a corrupção pode afetar a desigualdade de rendimentos também através de um sistema fiscal tendencioso. A corrupção pode levar a uma má administração fiscal ou a isenções que poderiam favorecer os ricos com ligações. Como resultado, a progressividade do sistema fiscal poderá diminuir; assim, a desigualdade de rendimentos é possível.
Além disso, quando a maior parte dos ativos pertence a grupos de elite da população, estes podem tirar partido da sua riqueza e fazer lobby junto do governo para políticas comerciais favoráveis, o que poderá potencialmente resultar em desigualdade de rendimentos.

## Corrupção e seu efeito no preço
Se a economia estiver corrompida, pode haver alguns proprietários de empresas que podem usar as suas ligações e dinheiro para subornar funcionários do governo, como resultado, não só as políticas, mas também os mecanismos de mercado são manipulados, e essas empresas podem tornar-se um único fornecedor de bens ou serviços e as empresas monopolistas não têm de competir com outras; portanto, tendem a fixar preços elevados e não têm incentivos para a inovação e para a melhoria da qualidade dos bens ou serviços.

## Corrupção e desincentivo à inovação
Pode haver um desincentivo à inovação também porque o sistema jurídico das economias corrompidas não é suficientemente confiável. Os potenciais inventores não podem ter a certeza de que a sua invenção será protegida por patentes e não será copiada por aqueles que poderiam subornar as autoridades. Essa poderia ser a razão pela qual os países emergentes geralmente importam tecnologia em vez de inovarem nas suas sociedades.

## Corrupção e crescimento do PIB
A corrupção gera ineficiências que podem afetar o nível estático de produção. Para que a corrupção afete o crescimento econômico como um todo, deve afetar o crescimento populacional, a acumulação de capital ou a produtividade total dos fatores. Um estudo de Paulo Mauro de 1995 mostra que a acumulação de capital, sob a forma de investimento, está negativamente correlacionada com a corrupção, particularmente com o investimento direto estrangeiro.
De acordo com Pak Hung Mo, a instabilidade política é o meio mais importante através do qual a corrupção afeta o crescimento econômico. Este estudo mostra que um aumento de 1% no nível de corrupção significa que a taxa de crescimento é reduzida em cerca de 0,72%. Por outras palavras, um aumento de uma unidade no índice de corrupção reduz a taxa de crescimento em 0,545 pontos percentuais.
Além disso, a desigualdade de rendimentos prejudica a economia, pelo contrário, de acordo com a nova análise da OCDE, a redução da desigualdade de rendimentos impulsionaria o crescimento econômico. Por exemplo, a crescente desigualdade no México reduziu em mais de 10 pontos percentuais o crescimento nas últimas duas décadas, até à Grande Recessão. Além disso, há países como Espanha, França e Irlanda, onde uma maior igualdade ajudou a aumentar o PIB per capita antes da crise.
O estudo da OCDE também encontra provas de que o principal mecanismo através do qual a desigualdade afeta o crescimento é minar as oportunidades de educação para crianças de famílias pobres, que mede a experiência de trabalho de uma pessoa e também a posição econômica e social de uma pessoa ou família para outras, que reduz a mobilidade social.

## Corrupção, educação e saúde
A corrupção prejudica a qualidade da educação e da saúde pública nas economias emergentes, segundo o FMI. Isto acontece porque o custo da educação em países corrompidos aumenta, especialmente quando os subornos influenciam a contratação e a promoção de professores; consequentemente, a qualidade da educação diminui. Não só a qualidade da educação diminui, mas também a corrupção nos cuidados de saúde tem um enorme impacto.

## Corrupção e economia paralela
Muitos estudos foram realizados sobre a relação entre corrupção e economia paralela, que ainda não está muito clara. A maioria deles concluiu que a corrupção está associada à evasão fiscal, devido ao suborno de funcionários por parte de empresários. Neste caso, a corrupção aumenta a economia paralela e reduz o crescimento econômico. Por exemplo, estudos realizados por Johnson et al. (1997), Fjeldstad (1996, 2003), Buehn e Schneider (2009) e Kaufman (2010) revelaram descobertas empíricas que mostraram uma relação positiva entre corrupção e economia paralela.
Pelo contrário, as grandes empresas tendem a subornar funcionários para conseguirem um contrato do setor público, o que significa que o contrato é realizado no setor oficial. Consequentemente, a relação entre a corrupção e a economia paralela foi considerada negativa nos países de rendimento elevado.

## Corrupção e baixo investimento estrangeiro
Os investidores muitas vezes procuram um ambiente de negócios justo e competitivo; assim, evitarão principalmente investir em países onde existe um elevado nível de corrupção. Estudos mostram uma relação positiva entre o nível de corrupção num país e as medições da competitividade do seu ambiente de negócios.

## Combater a corrupção no nível micro
De acordo com a equação de Robert Klitgaard, corrupção = monopólio + discrição – responsabilização. Portanto, a corrupção é capaz de emergir e crescer quando existe um monopólio privado ou público sobre um bem ou serviço, e este indivíduo ou grupo tem o poder discricionário para alocar o bem ou serviço sem algum freio. Ao visar componentes individuais da equação, existem várias formas de combater a corrupção.
Em primeiro lugar, a redução do monopólio exige o incentivo à concorrência. Isto pode ser conseguido através da publicação on-line de dados sobre contratos públicos ou da disponibilização de contratos governamentais a uma gama mais ampla de empresas potenciais.
Em segundo lugar, limitar a discrição significa tornar as leis e os procedimentos governamentais acessíveis para uma ampla seção transversal da sociedade. Isto pode ser conseguido através da publicação de documentos detalhando os requisitos legais para a aquisição de licenças, etc., em línguas comuns e num formato acessível. Finalmente, o aumento da responsabilização pode ser conseguido convidando terceiros imparciais para realizar auditorias governamentais, bem como monitorizar e avaliar continuamente os procedimentos governamentais. Isto tem sido um sucesso em países como Singapura e Hong Kong.

## Livros sobre economia da corrupção
Alguns livros foram produzidos com o título específico de “economia da corrupção”. Um deles é The Economics of Corruption, editado por Ajit Mishra e publicado pela Oxford University Press em 2005. Este livro é uma antologia de 11 ensaios em 4 categorias, escritos por 16 economistas.
Alguns ensaios foram publicados durante as últimas duas décadas que tratam de muitos mais aspectos da corrupção de uma perspectiva econômica. Alguns outros livros são:
- Rose-Ackerman, S.: Corruption - A study in Political Economy, 1978, Academic Press, New York.
- Ekpo, M. U. (ed.): Bureaucratic corruption in sub-Saharan Africa, 1979, University Press of America, Washington.
- Noonan, J. T. Bribes, 1984, Macmillan, New York.
- Chowdhury, F. L. Corrupt Bureaucracy and Privatization of Tax Enforcement, 2006, Pathak Samabesh, Dhaka.
- Fisman, R. and Golden, M.: Corruption: What Everyone Needs to Know, 2017, Oxford University Press, New York.

## Cursos sobre economia da corrupção
Algumas universidades e instituições, incluindo a Universidade de Regina, no Canadá, a Universidade Estatal da Florida, nos Estados Unidos, e a Universidade de Passau, na Alemanha, começaram a oferecer cursos sobre a economia da corrupção. Além disso, a Universidade de Rochester oferece um curso relacionado à história da corrupção econômica. Um dos planos do curso é fornecido abaixo. O curso é oferecido pela New Economic School, instituição da Rússia. O curso inclui 14 palestras, cujos temas são os seguintes.
- 1. A corrupção como problema econômico, social e político. Características específicas da corrupção nas economias em transição.
- 2. Corrupção e comportamento rentista. Modelo básico de rent-seeking e sua investigação. Problema de dissipação de rendas.
- 3. Modelos estáticos e dinâmicos de Rent-seeking. Casos de bens públicos puros e mistos.
- 4. Comportamento de busca de aluguel e parasitismo. Busca de aluguel em equipes.
- 5. Rent-seeking em sistemas hierárquicos.
- 6. Aluguéis "artificiais" e busca por eles.
- 7. Exemplos de quando a procura de renda surge nas economias. Rent-seeking criminoso.
- 8. Modelo de corrupção de Basílio e sua análise. Classificação dos modelos de corrupção.
- 9. Abordagens da teoria dos jogos em relação à corrupção.
- 10. Corrupção nas estruturas hierárquicas.
- 11. Modelos de corrupção dinâmica.
- 12. Sistemas econômicos com eficiência de corrupção.
- 13. Abordagens estatísticas e econométricas para a investigação da corrupção.
- 14. Aspectos macroeconômicos da corrupção. Problemas na estimativa da influência da corrupção no desenvolvimento econômico.

## Abordagens às análises econômicas da corrupção
Ainda não surgiu um padrão sistemático na investigação sobre a corrupção numa perspectiva econômica. Contudo, Ananish Chaudhuri classificou os focos das análises econômicas da corrupção em 14 categorias amplas. Estes são:
- Causas econômicas da corrupção
- Rent-seeking nos órgãos públicos, incluindo o Judiciário
- Corrupção como comportamento econômico, por exemplo, explicação teórica dos jogos
- Procura e oferta de corrupção, nível ótimo de corrupção, nível ótimo de suborno, eficiência do mercado de corrupção
- Impacto da corrupção na competitividade no mercado de bens e serviços
- Medição do nível de corrupção, estudos comparativos entre países
- Corrupção em diferentes atividades econômicas, por exemplo, contratos públicos, contratos de defesa
- Fontes de corrupção: arrecadação de receitas, ajuda externa, investimento estrangeiro direto
- Corrupção no setor privado, economias em transição
- Impacto da corrupção no crescimento econômico, no desenvolvimento nacional e no nível de pobreza
- Impacto da corrupção no bem-estar, Redistribuição de renda resultante da corrupção
- Fatores que afetam a corrupção, por exemplo, economia paralela, contrabando, estado fraco, corrupção por parte de políticos
- Relação entre a corrupção, por um lado, e outros aspectos econômico-sociais e culturais como o progresso tecnológico, o ambiente e a ecologia,
- Fatores econômicos relacionados com programas anticorrupção, por exemplo, nível ideal de punição para a corrupção, etc.